# Skłamałam (singel)
Skłamałam – singel Edyty Bartosiewicz z płyty Dziecko.

## Informacje ogólne
Singel został wydany w 1997 jako drugi singiel z czwartej płyty Edyty Bartosiewicz Dziecko. Autorką tekstu i muzyki jest sama Bartosiewicz, która wskazuje utwór jako jeden z najbardziej osobistych w karierze. Do singla powstał teledysk, który został nakręcony jednym ujęciem (tzw. „mastershot”). Autorami klipu jest: Bolesław Pawica, Jarosław Szoda i Marek Lamprecht.
Do dziś artystka często wykonuje go na żywo podczas koncertów, a w 2011 podczas koncertu inaugurującego polską prezydencję w Unii Europejskiej wokalistka zespołu The Cranberries Dolores O'Riordan zaprezentowałą specjalną wersję utworu ze zmienionym anglojęzycznym tekstem.

## Lista utworów
Opracowano na podstawie materiału źródłowego.
1. „Skłamałam” (muz., sł. E. Bartosiewicz) 4:55